# Nadeschdino (Kaliningrad, Selenogradsk, Kowrowo)
Nadeschdino (russisch Надеждино, deutsch Twergaiten) ist ein Ort in der russischen Oblast Kaliningrad. Er gehört zur kommunalen Selbstverwaltungseinheit Stadtkreis Selenogradsk im Rajon Selenogradsk.

## Geographische Lage
Nadeschdino liegt etwa acht Kilometer südöstlich von Selenogradsk (Cranz) an der Kommunalstraße 27K-401 von Chrabrowo (Powunden) zur Kommunalstraße 27K-211, wo in der Nähe der Ort Karjernoje (Pomehnen) lag. Eine Bahnanbindung besteht nicht.

## Geschichte
Das Dorf Twergaiten wurde im Jahr 1325 gegründet. Im Jahr 1874 wurde die Landgemeinde Twetgaiten in den neu gebildeten Amtsbezirk Powunden im Landkreis Königsberg i. Pr. eingegliedert. Am 1. April 1939 wurde Twergaiten nach Powunden eingemeindet.
In der Folge des Zweiten Weltkrieges kam Twergaiten mit dem nördlichen Ostpreußen zur Sowjetunion. Der Ort erhielt im Jahr 1947 wieder eigenständig die russische Bezeichnung „Nadeschdino“ und wurde gleichzeitig dem Dorfsowjet Nowoselski selski Sowet im Rajon Gurjewsk zugeordnet. Später gelangte der Ort in den Muromski selski Sowet im Rajon Selenogradsk. Von 2005 bis 2015 gehörte Nadeschdino zur Landgemeinde Kowrowskoje selskoje posselenije und seither zum Stadtkreis Selenogradsk.

### Einwohnerentwicklung
| Jahr | Einwohner |
| ---- | --------- |
| 1910 | 119       |
| 1925 | 129       |
| 1933 | 94        |
| 2002 | 38        |
| 2010 | 22        |

## Kirche
Der weitaus größte Teil der Twergaitener Bevölkerung war vor 1945 evangelischer Konfession und in das Kirchspiel Powunden eingepfarrt.